# Doddart
Doddart (ang. dodder - trząść się) – angielska gra ludowa. Jest podobna do hokeja na trawie i shinty (gra szkocka). Nie używa się w niej jednak bramek. Gra się drewnianą kulą, którą w zależności od regionu nazywa się orr lub coit. Uderza się w nią zakrzywionym kijem. Celem gry jest spowodowanie aby kula znalazła się poza linią tylnego autu przeciwnika, który nazywany jest: malley, hail-goal albo boundary.
Gra rozgrywana jest pomiędzy dwiema drużynami. Nie ma dokładnie określonej liczby osób w drużynie. Każda z drużyn wyłania kapitana. Kapitanowie dobierają graczy naprzemiennie po jednym z osób będących w grupie niewybranych.
W niektórych regionach Anglii grę nazywano także clubby (ang. club - kij, służący również do uderzania kuli). Jest ona także mylona z grą shinney, która polega na tym aby piłkę ulokować w konkretnym punkcie, a nie poza linią przeciwnika.